# Języki Raja Ampat
Języki Raja Ampat – grupa spokrewnionych języków austronezyjskich używanych w archipelagu Raja Ampat w prowincji Papua Zachodnia na wschodzie Indonezji. Do grupy tej należą następujące języki: ma’ya (z dialektami: misool, salawati, laganyan/legenyem, wauyai, kawe), matbat, biga, ambel (syam, waigeo), bata (batanta), maden (salawati) oraz peryferyjne as i gebe.
A. van der Leeden (1993) rozpatruje te języki jako samodzielną podgrupę języków halmahersko-zachodnionowogwinejskich (SHWNG), uznając ich tonalność za istotny wyznacznik fonologiczny. Ethnologue (wyd. 23) klasyfikuje je w ramach języków zachodniowonowogwinejskich . A.C.L. Remijsen (2001) uważa tę propozycję za nieprzekonującą i zalicza języki Raja Ampat do języków południowohalmaherskich, na podstawie wniosków fonologicznych. D. Kamholz (2014) również wiąże języki Raja Ampat z południowohalmaherskimi, lecz tych pierwszych nie uznaje za spójną grupę genetyczną. Wcześniej związek między austronezyjskimi językami Halmahery a Raja Ampat postulował R. Blust (1978), posiłkując się danymi z języków ma’ya i matbat.
Wykazują wiele cech języków papuaskich (spotykane są wręcz systemy tonalne), a ich słownictwo ma w dużej mierze pochodzenie nieaustronezyjskie. A.C.L. Remijsen (2001) uważa, że klasyfikowanie tych języków jako austronezyjskich ma charakter spekulatywny, zwłaszcza w obliczu ograniczonej wiedzy nt. cech ich gramatyki. Do pocz. XXI w. pozostały w większości słabo poznane (dostępne dane przeważnie ograniczają się do list słownictwa), z wyjątkiem bliżej opisanego języka ma’ya.
Historycznie ma’ya służył jako regionalna lingua franca. Języki Raja Ampat są potencjalnie zagrożone wymarciem, do czego przyczynia się postępująca ekspansja języka malajskiego.